# 귀부 포도주
귀부 와인(botrytized wines, Noble rot wine)은 귀부병에 걸린 포도로 담근 스위트 와인이다.

## 지역별
- 프랑스의 소테른 와인
- 헝가리의 토커이 어수
- 루마니아 코트나리 지역의 그라서 데 코트나리